# Кастильон Фиорентино
Кастильон Фиорентино (на италиански: Castiglion Fiorentino) е град в Централна Италия, провинция Арецо на регион Тоскана. Намира се на 345 m надморска височина и на 14 km южно от град Арецо. Населението му е 13 359 души според данни от преброяването към 31 март 2009 г.

## Личности
Родени
- Роберто Бенини (р. 1952), италиански актьор и режисьор